# Districte d'Inhassoro
El districte d'Inhassoro és un districte de Moçambic, situat a la província d'Inhambane. Té una superfície 4.746 kilòmetres quadrats. En 2007 comptava amb una població de 48.746 habitants. Limita al nord amb el districte de Govuro, a l'est amb l'oceà Índic, al sud amb els districtes de Vilanculos, Massinga i Funhalouro i a l'oest amb el districte de Mabote.

## Divisió administrativa
El districte està dividit en dos postos administrativos (Bazaruto i Inhassoro), compostos per les següents localitats:
- Posto Administrativo d'Inhassoro:
  - Cometela
  - Inhassoro
  - Maimelane
  - Nhapele
- Posto Administrativo de Bazaruto:
  - Bazaruto